# Абрамов Кіям Алімбекович
Кіям Алімбекович Абрамов (26 травня [7 червня] 1897, с. Старі Тінчалі, Симбірська губернія, Російська імперія — 9 травня 1938, м. Казань, ТАРСР, РРФСР, СРСР) — радянський татарський державний та політичний діяч. Член РКП (б)с 1918.

## Освіта
- 1918 закінчив Буїнські педагогічні курси
- 1921—1922 слухач Казанської школи радянського та партійного будівництва
- 1922—1925 навчання в Татарському комуністичному університеті
- 1928—1930 слухач Курсів марксизму-ленінізму при ЦК ВКП(б)

## Біографія
У віці 14 років починає працювати вибійником на шахті № 1 французької вугільної компанії в Катеринославській губернії, где и проработал до 1916 року. Після закінчення у 1920 р. педагогічних курсів, працює вчителем Старо-Тінчалінської школи Буїнського повіту. З 1920 до 1921 був інспектором волосного продовольчого комітету в с. Мунчалєєво Буїнського кантону Татарської АРСР. З 1925 року на партійній роботі, призначено завідувачем агітаційно-пропагандистського відділу Бондюзького райкому ВКП(б) Єлабузького кантону ТАРСР. З квітня 1927 по 1928 відповідальний секретар Нижньогородського райкому ВКП(б) м. Казані. 1930 року завідувач організаційно-інструкторського відділу Татарського обкому ВКП(б). Цього ж року призначений Головою РНК Татарської АРСР. 
26 січня — 10 лютого 1934 року делегат XVII з'їзду ВКП(б).
Репресований за «султангаліївщиною». 31 липня 1937 його було арештовано і вже 9 травня 1938 розстріляно. Реабілітований у 1956.

## Нагороди
орден Леніна — 15 березня 1935 р. за визначні успіхи у справі керівництва роботою по республіці.